# NGC 2479
NGC 2479 ist ein offener Sternhaufen im Sternbild Achterdeck des Schiffs und hat eine Winkelausdehnung von 11,0' und eine scheinbare Helligkeit von 9,6 mag. Er wurde am 4. März 1790 von Wilhelm Herschel entdeckt.